# Дека (Поморське воєводство)
Дека (пол. Deka) — село в Польщі, у гміні Лінево Косьцерського повіту Поморського воєводства.
У 1975-1998 роках село належало до Гданського воєводства.